# アンダー・ザ・ウェストウェイ
「アンダー・ザ・ウェストウェイ」（Under the Westway）は、イギリスのオルタナティヴ・ロックバンド、ブラーのシングル。2012年7月2日にパーロフォンから発売された。

## 概要
2009年のブラーの再始動後、「フールズ・デイ」以来の2年ぶりのシングル曲で、「ザ・ピューリタン」とのダブルA面。全英34位。
2012年のロンドンオリンピック閉会記念ライブ、「ベスト・オブ・ブリティッシュ」出演に際し、記念ライブ用の新曲として作曲された。当初、ウィリアム・オービットをプロデューサーに迎えて制作を進めていたが、楽曲制作は噛み合ず、バンドはセルフ・プロデュースを選択した。歌詞はウエスト・ロンドンを走る高速道路ウェストウェイがモチーフとなっている。
バンドが功労賞を受賞した2012年2月21日に開催のブリット・アワーズ前に開かれたチャリティー・コンサートにて、デーモン・アルバーンとグレアム・コクソンの二人だけの形でデモ・バージョンが披露され、同年7月2日、正式なバージョンのライブ演奏が、小雨が降るロンドン市内の建物の屋上からインターネット中継によって初披露された。その際、デーモンはアドリブで歌詞の「今日の青空」というフレーズを「灰色の空」に変えたり、ロンドンオリンピック閉会記念ライブでも「日曜には雪が降るそうだ」のフレーズを「月曜には雨が降るそうだ」に変えて歌っている。
単独シングル曲であるが、2012年に発売されたブラーの過去の作品を集めたボックスセット、「ブラー21」に収録されている。

## トラックリスト
- 7インチ盤、ダウンロード

1. アンダー・ザ・ウェストウェイ - Under the Westway - 4分16秒
2. ザ・ピューリタン - The Puritan - 3分25秒

- CD

1. アンダー・ザ・ウェストウェイ - Under the Westway - 4分16秒
2. アンダー・ザ・ウェストウェイ- Under the Westway (アコースティック) - 4分04秒
3. アンダー・ザ・ウェストウェイ- Under the Westway (インストゥルメンタル) - 4分17秒
4. ザ・ピューリタン - The Puritan - 3分25秒
5. ザ・ピューリタン - The Puritan (インストゥルメンタル) - 3分26秒

## チャート
| チャート（2012年）               | 最高順位 |
| -------------------------------- | -------- |
| イギリス（全英シングルチャート） | 34       |